# Nestopia
Nestopia es un emulador de Nintendo Entertainment System de código abierto, escrito en C++ . Está diseñado para emular el hardware con la mayor precisión posible. Originalmente solo para Windows pero luego fue adaptado a Mac OS X y Linux.
Según muchos usuarios la emulación es perfecta, con un resultado incluso mejor que el original. Esto se consigue por medio de filtros de imagen y sonido con los que pueden darle más vida a los viejos juegos de Nintendo.

## Características
Nestopia dispone de las mismas opciones del resto de emuladores, pero añade otras. Por ejemplo, puede grabar automáticamente, grabar y reproducir vídeos, configurar distintos mandos y dispositivos, jugar en red, introducir trucos...
Nestopia emula la CPU del NES a velocidad exacta, lo que garantiza la plena compatibilidad con el software que se esté utilizando se basan en la frecuencia del procesador. Otras característica incluyen:
- Soporte para 201 mappers diferentes.
- Emulacion de Famicom Disk System (FDS)
- Soporte para Zapper Light Gun.
- Soporte de parches IPS .
- Onda precisa de emulación de vídeo.

Entre otros

## Origen
Nestopia se desarrolló originalmente para Windows por Martin Freij. Richard Bannister y R. Belmont adaptado luego para Mac OS X y Linux, respectivamente.